# 温義氏
温義氏（おんぎうじ、おんぎし）は、「温義」を氏の名とする氏族。姓はない。

## 概要
『新撰姓氏録』諸蕃摂津国条に「温義 北斉国温公高緯之後」とある。

## 系譜
『新唐書』巻七十一、宰相世系表一下、高氏条によれば、高氏は太公望の6世孫で、斉の王である文公が始まりとされる。文公からは、文公-高-□-傒-荘子虎-傾子-宣子固-厚-子麗-止-（9世不明）-量-（9世不明）-洪-（3世不明）-高襃-□-承-延-納-達-隠-慶-泰-謐-樹生（文穆帝）-歓（神武帝）-湛（武成帝）-緯（後主）と続く。